# Härryda distrikt
Härryda distrikt är ett distrikt i Härryda kommun och Västra Götalands län. 
Distriktet ligger i och omkring Härryda. 

## Tidigare administrativ tillhörighet
Distriktet inrättades 2016 och utgörs av socknen Härryda i Härryda kommun
Området motsvarar den omfattning Härryda församling hade vid årsskiftet 1999/2000.